# Grand Prix moto du Japon 1997
Le  Grand Prix moto du Japon 1997 est la deuxième manche du championnat du monde de vitesse moto 1997. La compétition s'est déroulée du 18 au 20 avril 1997 sur le circuit de Suzuka.
C'est la 17e édition du Grand Prix moto du Japon.

## Classement des 500 cm3
| Pos  | Pilote              | Constructeur | Temps/Écart     | Points |
| ---- | ------------------- | ------------ | --------------- | ------ |
| 1    | Mickael Doohan      | Honda        | 45 min 11 s 995 | 25     |
| 2    | Alex Criville       | Honda        | +0 s 431        | 20     |
| 3    | Tadayuki Okada      | Honda        | +6 s 047        | 16     |
| 4    | Takuma Aoki         | Honda        | +23 s 619       | 13     |
| 5    | Nobuatsu Aoki       | Honda        | +23 s 895       | 11     |
| 6    | Carlos Checa        | Honda        | +24 s 402       | 10     |
| 7    | Norifumi Abe        | Yamaha       | +24 s 715       | 9      |
| 8    | Alberto Puig        | Honda        | +43 s 913       | 8      |
| 9    | Katsuaki Fujiwara   | Yamaha       | +44 s 003       | 7      |
| 10   | Alex Barros         | Honda        | +59 s 879       | 6      |
| 11   | Luca Cadalora       | Yamaha       | +59 s 605       | 5      |
| 12   | Régis Laconi        | Honda        | +59 s 876       | 4      |
| 13   | Peter Goddard       | Suzuki       | +1 min 00 s 634 | 3      |
| 14   | Jean-Michel Bayle   | Modenas      | +1 min 17 s 974 | 2      |
| 15   | Jurgen vd Goorbergh | Honda        | +1 min 35 s 154 | 1      |
| 16   | Kirk McCarthy       | ROC Yamaha   | +1 min 38 s 308 |        |
| 17   | Frédéric Protat     | ROC Yamaha   | +1 tour         |        |
| Abd. | Lucio Pedercini     | ROC Yamaha   | Abandon         |        |
| Abd. | Jurgen Fuchs        | Elf 500      | Abandon         |        |
| Abd. | Sete Gibernau       | Yamaha       | Abandon         |        |
| Abd. | Troy Corser         | Yamaha       | Abandon         |        |
| Abd. | Laurent Naveau      | ROC Yamaha   | Abandon         |        |
| Abd. | Kenny Roberts Jr    | Modenas      | Abandon         |        |
| Abd. | Juan Borja          | Elf 500      | Abandon         |        |
| Abd. | Daryl Beattie       | Suzuki       | Abandon         |        |

## Classement des 250 cm3
| Pos  | Pilote               | Constructeur | Temps/Écart     | Points |
| ---- | -------------------- | ------------ | --------------- | ------ |
| 1    | Daijiro Kato         | Honda        | 41 min 42 s 226 | 25     |
| 2    | Tohru Ukawa          | Honda        | +0 s 208        | 20     |
| 3    | Tetsuya Harada       | Aprilia      | +0 s 318        | 16     |
| 4    | Takeshi Tsujimura    | TSR-Honda    | +1 s 008        | 13     |
| 5    | Ralf Waldmann        | Honda        | +5 s 564        | 11     |
| 6    | Yukio Kagatama       | Suzuki       | +21 s 038       | 10     |
| 7    | Max Biaggi           | Honda        | +27 s 881       | 9      |
| 8    | Haruchika Aoki       | Honda        | +27 s 921       | 8      |
| 9    | Noriyasu Numata      | Suzuki       | +28 s 318       | 7      |
| 10   | Naoki Matsudo        | Yamaha       | +30 s 174       | 6      |
| 11   | Loris Capirossi      | Aprilia      | +37 s 714       | 5      |
| 12   | Sebastian Porto      | Aprilia      | +41 s 832       | 4      |
| 13   | Naoto Ogura          | Yamaha       | +49 s 898       | 3      |
| 14   | Jamie Robinson       | Suzuki       | +50 s 584       | 2      |
| 15   | Choyun Kameya        | Suzuki       | +50 s 714       | 1      |
| 16   | Jeremy McWilliams    | Honda        | +1 min 07 s 061 |        |
| 17   | Luis d'Antin         | Yamaha       | +1 min 12 s 344 |        |
| 18   | Oliver Petrucciani   | Aprilia      | +1 min 12 s 989 |        |
| 19   | Luca Boscoscuro      | Honda        | +1 min 13 s 669 |        |
| 20   | José Luis Cardoso    | Yamaha       | +1 min 14 s 013 |        |
| 21   | Franco Battaini      | Yamaha       | +1 min 32 s 370 |        |
| 22   | Cristiano Migliorati | Honda        | +1 tour         |        |
| Abd. | Kurtis Roberts       | Aprilia      | Abandon         |        |
| Abd. | Idalio Gavira        | Aprilia      | Abandon         |        |
| Abd. | Osamu Miyazaki       | Yamaha       | Abandon         |        |
| Abd. | Kensuke Haga         | Aprilia      | Abandon         |        |
| Abd. | Eustaquio Gavira     | Aprilia      | Abandon         |        |
| Abd. | William Costes       | Honda        | Abandon         |        |
| Abd. | Stefano Perugini     | Aprilia      | Abandon         |        |

## Classement des 125 cm3
| Pos  | Pilote             | Constructeur | Temps/Écart     | Points |
| ---- | ------------------ | ------------ | --------------- | ------ |
| 1    | Noboru Ueda        | Honda        | 41 min 48 s 072 | 25     |
| 2    | Kazuto Sakata      | Aprilia      | +0 s 365        | 20     |
| 3    | Hideyuki Nakajo    | Honda        | +0 s 506        | 16     |
| 4    | Masao Azuma        | Honda        | +2 s 154        | 13     |
| 5    | Jorge Martínez     | Aprilia      | +2 s 156        | 11     |
| 6    | Yoshiaki Katoh     | Yamaha       | +2 s 254        | 10     |
| 7    | Garry McCoy        | Aprilia      | +5 s 000        | 9      |
| 8    | Kazuhiro Takao     | Honda        | +9 s 000        | 8      |
| 9    | Gianluigi Scalvini | Honda        | +12 s 000       | 7      |
| 10   | Frédéric Petit     | Honda        | +12 s 544       | 6      |
| 11   | Roberto Locatelli  | Honda        | +23 s 974       | 5      |
| 12   | Tomomi Manako      | Honda        | +24 s 535       | 4      |
| 13   | Masaki Tokudome    | Aprilia      | +35 s 450       | 3      |
| 14   | Ivan Goi           | Aprilia      | +35 s 703       | 2      |
| 15   | Gino Borsoi        | Yamaha       | +35 s 747       | 1      |
| 16   | Katsuji Uezu       | Yamaha       | +36 s 244       |        |
| 17   | Jun Inageda        | Honda        | +36 s 295       |        |
| 18   | Mirko Giansanti    | Honda        | +37 s 144       |        |
| 19   | Josep Sarda        | Honda        | +47 s 462       |        |
| 20   | Yuzo Fujioka       | Honda        | +47 s 548       |        |
| 21   | Steve Jenkner      | Aprilia      | +1 min 04 s 521 |        |
| 22   | Angel Nieto Jr     | Aprilia      | +1 min 20 s 060 |        |
| 23   | Manfred Geissler   | Honda        | +1 min 20 s 170 |        |
| 24   | Enrique Maturana   | Yamaha       | +1 min 20 s 341 |        |
| Abd. | Valentino Rossi    | Aprilia      | Abandon         |        |
| Abd. | Peter Öttl         | Aprilia      | Abandon         |        |
| Abd. | Lucio Cecchinello  | Honda        | Abandon         |        |
| Abd. | Jaroslav Huleš     | Honda        | Abandon         |        |